# Atopsyche jaba
Atopsyche jaba är en nattsländeart som beskrevs av Roger J. Blahnik och Gottschalk 1997. Atopsyche jaba ingår i släktet Atopsyche och familjen Hydrobiosidae. Inga underarter finns listade i Catalogue of Life.